# Socialismo utópico
O socialismo utópico é uma corrente do socialismo muitas vezes descrita como a apresentação de visões e contornos para as sociedades ideais imaginárias ou futuristas, com ideais positivos sendo a principal razão para mover a sociedade em tal direção. Mais tarde socialistas e críticos do socialismo utópico viram o socialismo utópico como não sendo fundamentado em condições materiais reais da sociedade existente e, em alguns casos, como reacionário.
O pensamento socialista foi primeiramente formulado por Saint-Simon (1760-1825), Charles Fourier (1772-1837), Louis Blanc (1811-1882) e Robert Owen (1771-1858).
Embora seja tecnicamente possível para qualquer conjunto de ideias, ou qualquer pessoa que viva em qualquer momento da história possa ser um socialista utópico, o termo é mais frequentemente aplicado aos socialistas que viveram no início de século XIX, aos quais foi atribuído o rótulo de "utópico" como um termo negativo por seus opositores marxistas (os quais, por oposição, se autodenominavam socialistas "científicos"), a fim de implicar ingenuidade e destituir suas ideias como fantasiosas ou irrealistas.
Esta distinção é clara na obra de Engels, Do Socialismo Utópico ao Socialismo Científico,  editada em 1892. Socialistas utópicos foram vistos como desejosos de expandir os princípios da Revolução Francesa para criar uma sociedade mais racional. Apesar de serem rotulados de utópicos por socialistas posteriores, seus objetivos nem sempre eram utópicos e seus valores frequentemente incluíam um suporte rígido para o método científico e a criação de uma sociedade baseada no entendimento científico.
Os socialistas utópicos acreditavam que a implantação do sistema socialista ocorreria de forma lenta e gradual, estruturada no pacifismo, inclusive na boa vontade da própria burguesia.

## Terminologia
O nome vem da obra Utopia de Thomas More (1478-1535), a derivação "utópico" pode ser entendida como lugar que não existe, imaginário. Os primeiros socialistas que propuseram a construção de uma sociedade igualitária foram posteriormente definidos como utópicos.

## Histórico
Um dos primeiros socialistas utópicos foi Conde de Saint-Simon (1760-1825), que teorizou a divisão da sociedade entre “produtores” e ”ociosos”. Nesse aspecto, ele acreditava que a sociedade deveria ser composta por uma maioria de produtores capazes de gerar riquezas. Segundo Saint-Simon, as empresas capitalistas poderiam existir desde que assumissem várias responsabilidades sociais para com a classe trabalhadora.
Um pouco mais tarde, o francês Charles Fourier (1772-1837) apontou que as relações econômicas deveriam se organizar em instituições fundadas por princípios de associação e cooperativismo. Dessa forma, idealizou a concepção de comunidades produtivas, compostas por aproximadamente 1800 trabalhadores, chamadas de falanstérios. Ao longo de sua vida, Fourier nunca conseguira o apoio de empresários e investidores simpáticos ao seu modelo econômico.
Robert Owen (1771-1858) pode ser visto como um dos mais atuantes pensadores do socialismo utópico. Na condição de administrador, teve a oportunidade de observar claramente as penosas condições às quais os trabalhadores eram submetidos. A partir dessa experiência, resolveu dedicar-se à criação de cooperativas que negassem o individualismo e a lógica egoísta das empresas capitalistas.
Desde o século XVI, autores como Thomas More e Tommaso Campanella (1568-1639) imaginavam uma sociedade de iguais perante a lei. Na França do [século XVIII], o revolucionário Gracchus Babeuf (1760-1797) escreve o Manifesto dos Iguais que coloca o abismo que separa a igualdade formal da tríade “liberdade, igualdade, fraternidade” e a desigualdade real.
No século XIX, com as condições econômicas e o capitalismo se desenvolvendo desde a revolução industrial, as cidades incham de proletários com baixos salários.
As novas teorias exigem então a igualdade real e não apenas a ideal. Em 1864, foi fundada em Londres a Associação Internacional dos Trabalhadores, mais tarde conhecida como Primeira Internacional (face à segunda, terceira e quarta, constituídas posteriormente), visando a luta para emancipação do proletariado. Esta união de grupos operários de vários países europeus teve em Karl Marx seu principal inspirador e porta-voz, tendo este lhe dedicado boa parte do seu tempo. Na França, o pensamento socialista teve como porta-vozes Saint-Simon, Fourier e Proudhon.
Os diversos teóricos do socialismo utópico têm ideias diferentes e propõem soluções diversas, mas é possível reconhecer traços comuns:
- Tentam reformar a sociedade (reformismo) através da boa vontade e participação de todos;
- Todas as tentativas não vão além de uma tendência fortemente filantrópica e paternalista: melhoria de alojamentos e higiene, construção de escolas, aumento de salários, redução de horas de trabalho.

Saint-Simon pensava em uma sociedade industrial dirigida por produtores (classe operária, empresários, sábios, artistas e banqueiros). Fourier tentava organizar os falanstérios (pequena unidade social abrangendo entre 1200 e 2000 pessoas vivendo em comunidade). Proudhon teve plena consciência do antagonismo entre as classes, afirmava que a propriedade privada significava uma espoliação do trabalho. Ele preconizava a igualdade e a liberdade, que para ele era sinônimo de solidariedade, pois o homem mais livre é aquele que encontra no outro uma relação de semelhantes. Robert Owen chegou a pôr em prática seu ideal socialista. Na sua fábrica de New Lanark, reduziu a jornada de trabalho, aumentou os salários e mandou construir casas paras as famílias operárias.